# Денніс Колландер
К'єлль Денніс Колландер (швед. Kjell Dennis Collander, нар. 9 травня 2002, Вестерос, Швеція) — шведський футболіст, півзахисник клубу «Гаммарбю» та молодіжної збірної Швеції.

## Ігрова кар'єра

### Клубна
Денніс Колландер починав грати на молодіжному рівні у клубі «Скіл'єбо». У лютому 2018 року футболіст підписав з клубом професійний контракт. А у квітні того року дебютував у першій команді. Загалом зіграв 12 матчів в команді у турнірі Другого дивізіону.
Перед початком сезону 2019 року Колландер підписав трирічний контракт з клубом Аллсвенскан «Еребру». 24 лютого півзахисник зіграв перший матч у новій команді у рамках Кубку Швеції.
У січні 2022 року Колландер підписав контракт до літа 2026 року з клубом «Гаммарбю». У складі команди брав участь у матчі за Суперкубок Швеції навесні 2022 року. У липні 2022 року стало відомо, що Колландер вибув з гри на кілька місяців через травму коліна.

### Збірна
Провів 22 матчи у складі юнацької збірної Швеції (U-17), де був капітаном команди. 3 червня 2021 року дебютував у складі молодіжної збірної Швеції.

## Титули
Індивідуальні
- Гравець року в «Еребру»: 2021